# Sun Yingjie
Sun Yingjie (孙英杰S, Sūn YīngjiéP; 19 gennaio 1979) è un'ex mezzofondista cinese.

## Palmarès

### Mondiali
- 1 medaglia:
  - 1 bronzo (Parigi 2003 nei 10000 m)

### Giochi asiatici
- 2 medaglie:
  - 2 ori (Busan 2002 nei 5000 m; Busan 2002 nei 10000 m)

### Mondiali di mezza maratona
- 1 medaglia:
  - 1 oro (Delhi 2004)